# Eduardo Vargas
Eduardo Jesús Vargas Rojas (født 20. november 1989) er en chilensk professionel fodboldspiller, som spiller for Campeonato Brasileiro Série A-klubben Atlético Mineiro og Chiles landshold.
Han har tidligere spillet for bl.a. S.S.C. Napoli, Queens Park Rangers og 1899 Hoffenheim. Han spiller for det meste som angriber, men kan også bruges på kanten.
Han skiftede til S.S.C. Napoli 23. december 2011.